# Beslerie

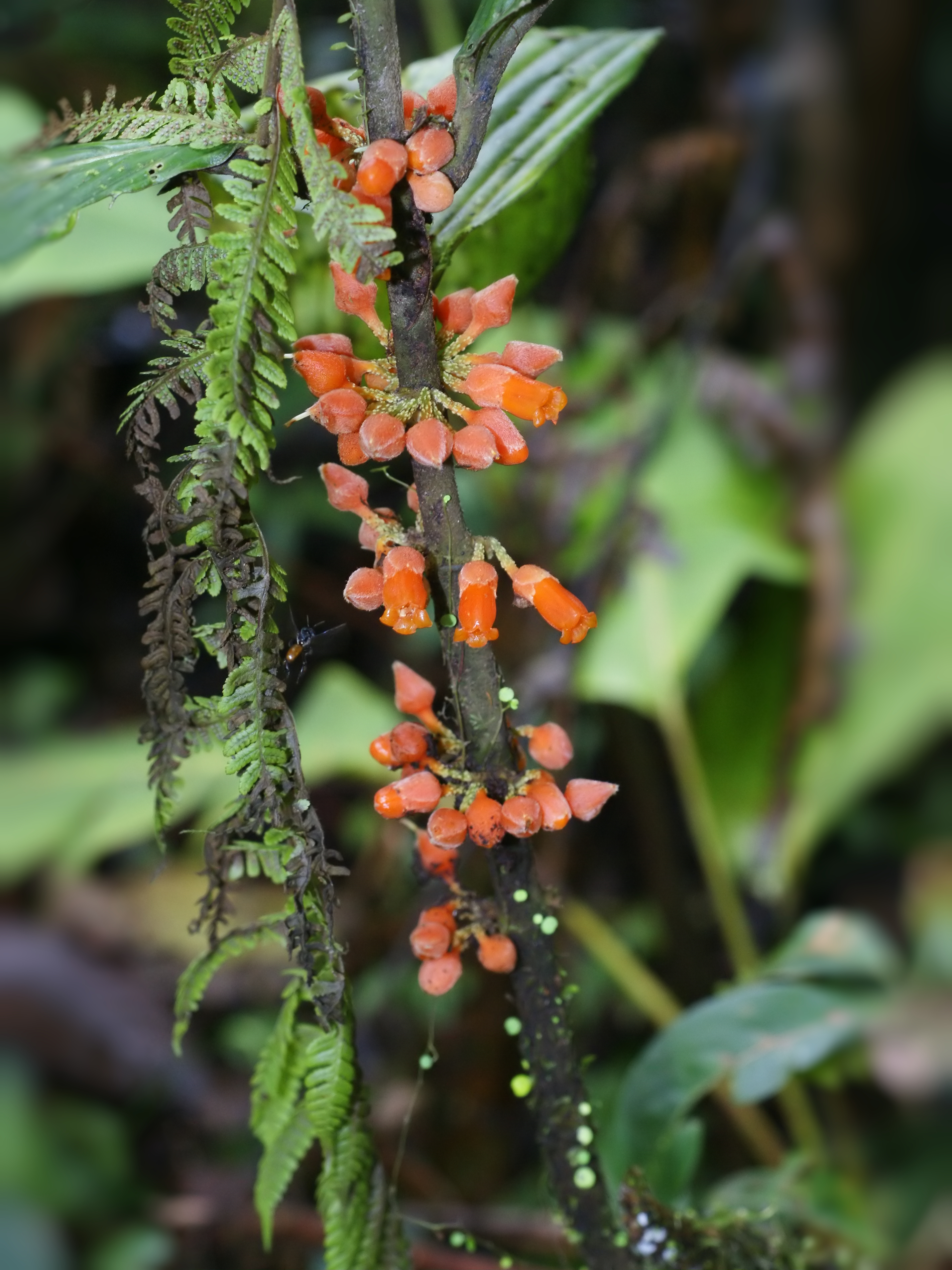
Kauliflorní Besleria robusta

Beslerie (Besleria) je rod rostlin z čeledi podpětovité. Zahrnuje přes 150 druhů a je rozšířen v tropické Americe. Beslerie jsou vytrvalé byliny a keře s jednoduchými vstřícnými listy a trubkovitými, nejčastěji oranžovými květy.

## Popis
Beslerie jsou pozemní vytrvalé bylina a keře. Stonky jsou oblé nebo čtyřhranné, často nevětvené a mohou dosahovat délky až 5 metrů. Listy jsou vstřícné, eliptické, vejčité nebo kopinaté, tenké nebo kožovité, celokrajné nebo na okraji řídce zubaté. Na vrcholu čepele jsou špičaté až zašpičatělé, na bázi klínovité až zaokrouhlené. Řapíky jsou dlouhé nebo krátké.
Květy jsou uspořádány v úžlabních vrcholících, svazečcích či okolících, výjimečně jsou květy jednotlivé. U některých druhů květy vyrůstají na starších, bezlistých stoncích (kauliflorie). Kalich je zvonkovitý, baňkovitý nebo válcovitý, srostlý z 5 lístků, zakončený 5 zuby nebo laloky. Kališní lístky jsou zelené nebo různě zbarvené. Koruna je žlutá, oranžová, červená nebo bílá, většinou s válcovitou korunní trubkou zakončenou 5 zuby. U některých druhů je na bázi korunní trubky ostruha, květy mohou být také baňkovité a u hrdla stažené. Tyčinky jsou 4, jsou přirostlé u báze korunní trubky, se zploštělými nitkami. Někdy je přítomna 1 patyčinka. Semeník je svrchní, s jedinou komůrkou a čnělkou zakončenou dvoulaločnou bliznou. Plodem je bílá, oranžová nebo červená dužnatá bobule obsahující mnoho semen. Semena jsou drobná, hnědá, elipsoidní.

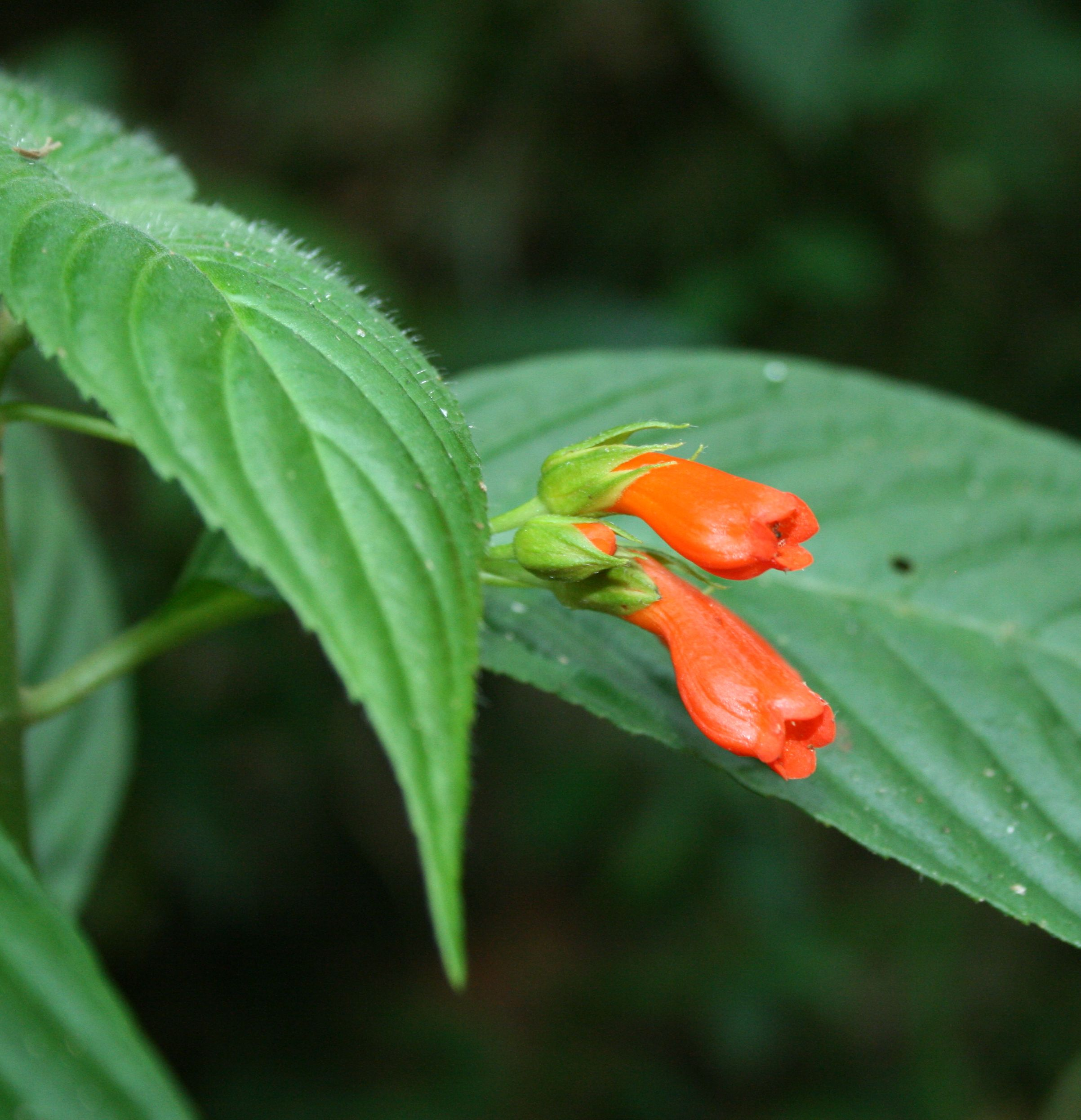
Květy Besleria laxiflora
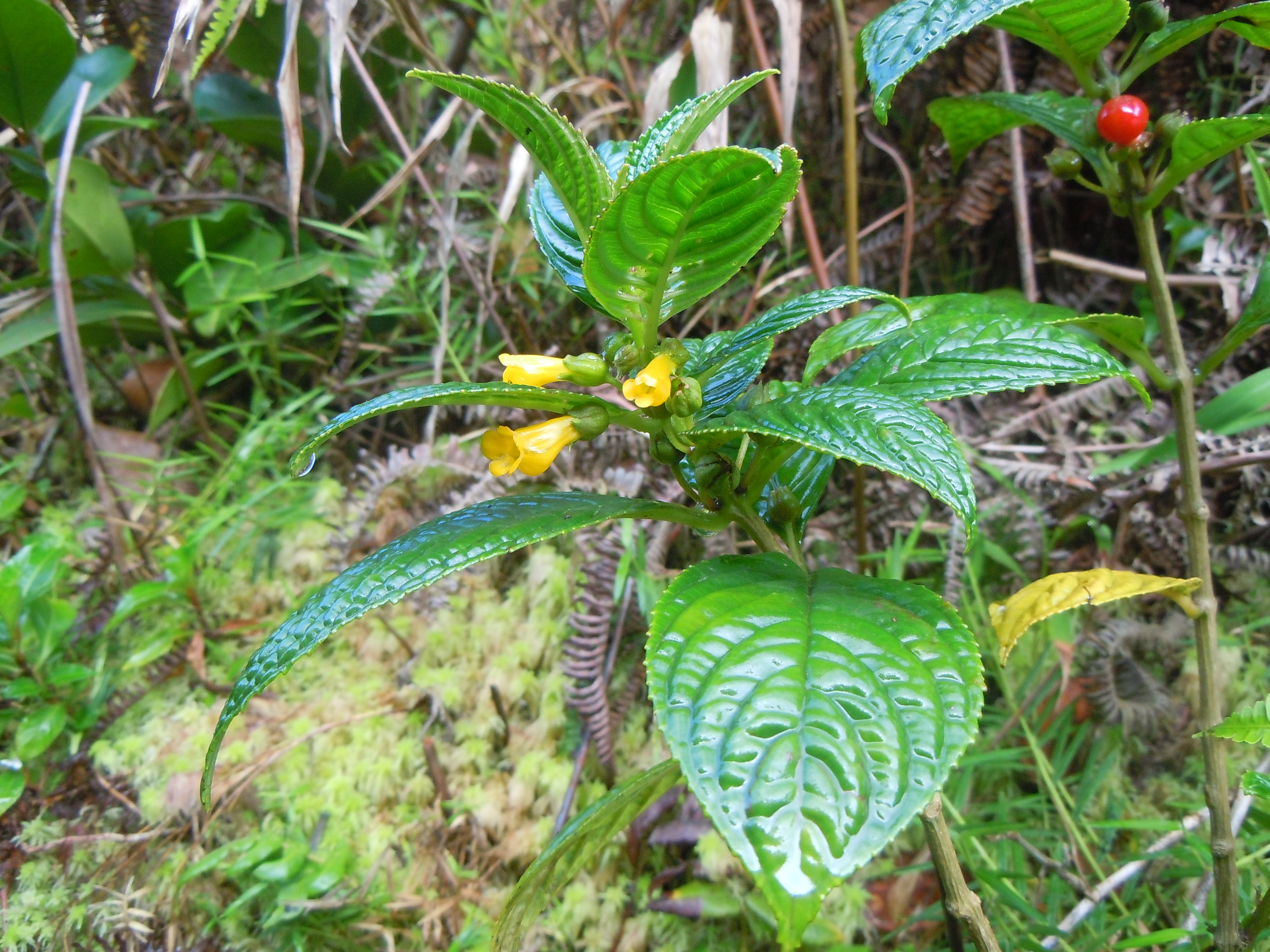
Besleria lutea
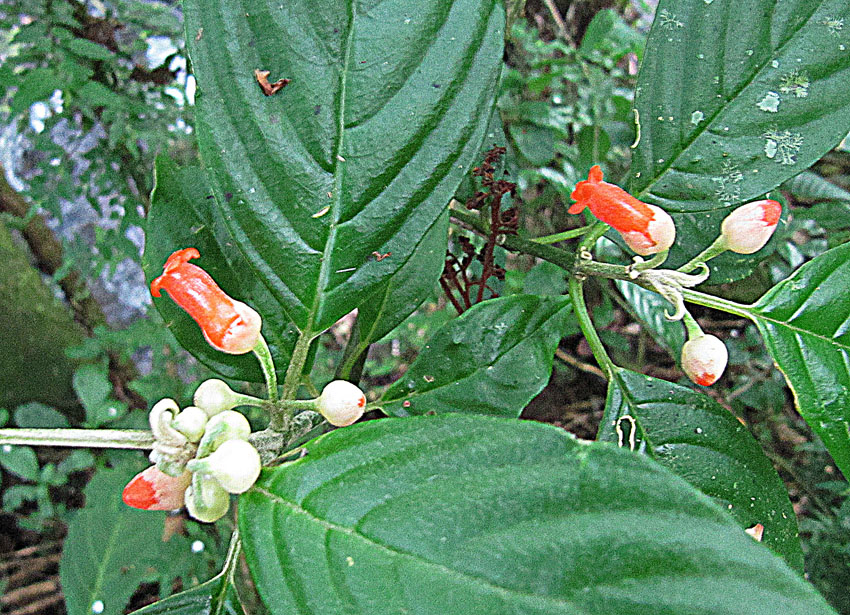
Besleria triflora

## Rozšíření
Rod beslerie zahrnuje asi 155 druhů. Je rozšířen v tropické Americe od Mexika po Brazílii a Bolívii a na Karibských ostrovech. Nejvíce druhů se vyskytuje na severozápadě Jižní Ameriky. Mezi druhy s širokým rozšířením náleží zejména Besleria laxiflora a B. solanoides.

## Taxonomie
Rod Besleria je v současné taxonomii čeledi Gesneriaceae řazen do podčeledi Gesnerioideae a do tribu Beslerieae, zahrnujícího celkem 9 rodů.
Rodu Besleria jsou blízce příbuzné rody Gasteranthus (40 druhů) a Cremosperma (23 druhů). Rostou na podobných stanovištích a jsou si podobné i habitem. Rod Gasteranthus byl v roce 1939 vřazen do rodu Besleria, v roce 1975 byly tyto dva rody opět odděleny. Hlavní odlišnosti jsou v plodech (dužnaté tobolky versus bobule) a v uspořádání průduchů.

## Ekologické interakce
Převážná většina druhů beslerie má červené nebo oranžové trubkovité květy, které jsou opylovány ptáky, zejména kolibříky. Dužnaté bobule vyhledávají ptáci a plodožraví netopýři.